# 衞藤陽介
衞藤 陽介（えとう ようすけ、1988年4月8日 - ）は、日本の元ラグビーユニオン選手。

## プロフィール
- 福岡県出身[1]。
- ポジションはフランカー(FL)。
- 身長 172cm、体重 88kg
- ニックネームはえとぅー。

## 来歴
2007年、大工大高校卒業後、明治大学に入学する。なお大工大高校時代、高校日本代表候補に選ばれたことがある。
2010年、明治大学ラグビー部の副将に就任した。
2011年、明治大学卒業後、NTTドコモレッドハリケーンズに加入。同年12月4日に行われたジャパンラグビートップリーグ第5節のパナソニック ワイルドナイツ戦にて途中出場で公式戦初出場を果たす。
2021年、現役を引退した。